# Saint-Martin-la-Campagne
Saint-Martin-la-Campagne – miejscowość i gmina we Francji, w regionie Normandia, w departamencie Eure.
Według danych na rok 1990 gminę zamieszkiwało 89 osób, a gęstość zaludnienia wynosiła 25 osób/km² (wśród 1421 gmin Górnej Normandii Saint-Martin-la-Campagne plasuje się na 804. miejscu pod względem liczby ludności, natomiast pod względem powierzchni na miejscu 803.).